# Reinhart Meyer (Kulturhistoriker)
Reinhart Meyer (geboren am 15. November 1942 in Berlin) ist ein deutscher Kulturhistoriker.

## Leben und Werk
Meyer wuchs in Hamburg auf und begann 1963 sein Studium an der Universität Hamburg. Er belegte dort Philosophie, Germanistik, Geschichte und Musikwissenschaft, konzentrierte sich jedoch in der Folge auf Philosophie und Germanistik. An der Albert-Ludwigs-Universität in Freiburg im Breisgau, wo er zusätzlich katholische und evangelische Theologie studiert hatte, absolvierte er das Staatsexamen. 1973 wurde er von Hans-Joachim Mähl an der Universität Regensburg im Fach Philosophie mit einer Arbeit zu Gotthold Ephraim Lessing promoviert. Seine Dissertation wurde noch im selben Jahr publiziert. 1982 folgte in Wuppertal die Habilitation. Nach Lehraufträgen in Bremen, Marburg, Regensburg und Thessaloniki zog sich Meyer aus dem Universitätsbetrieb zurück und widmete sich groß angelegten Forschungen zur Dokumentation der Theaterproduktion des 18. Jahrhunderts.
Von 1976 an leitete Meyer – selbst Musiker, Schauspieler und Regisseur – 35 Jahre lang das Regensburger Studententheater. Seit Juli 2017 befinden sich die Materialien dazu im Archiv der Universität Regensburg.

### Bibliographische Forschungen
Im Laufe von vierzig Jahren hat Reinhart Meyer rund 150 Bibliotheken nach Quellen zur Theatergeschichte des Heiligen Römischen Reichs im 18. Jahrhundert durchforstet und in der Bibliographia Dramatica et Dramaticorum, einer rund 25.000seitigen Quellendokumentation, erschlossen. Dieses Projekt wurde von mehreren Förderungsinstitutionen getragen, insbesondere von der VolkswagenStiftung und der Deutschen Forschungsgemeinschaft.
Aktuell arbeitet Meyer an der Documenta dramatica. Sprech-, Musik- und Tanztheater Mitteleuropas im 18. Jahrhundert, einem Folgeprojekt, das noch deutlich umfangreicher als die Bibliographia dramatica et dramaticorum ist uns sich durch die großflächige Einarbeitung von Theaterzetteln, Widmungen, Vorreden etc. sowie durch ausführliche Register auszeichnet. Produziert wird dieses Werk von Matthias J. Pernerstorfer.
Wege zur Interpretation des Materials zeigte Meyer in zahlreichen Studien auf; ein Sammelband ist 2012 als Eröffnungsband der Reihe Summa Summarum des Don Juan Archiv Wien im Wiener Wissenschaftsverlag Hollitzer erschienen. Meyers Auswertungen und Interpretationen zwingen zur Revision zahlreicher Grundannahmen der germanistisch-literaturwissenschaftlichen Forschung zum Theater des 18. Jahrhunderts, der es in der Regel mehr um eine Dramen- als um eine Theatergeschichte geht. Sie zeigen unter anderem, dass es sich bei der Deutung des ‚deutschen Theaters‘ als deutschsprachig um ein ideologisches Konstrukt handelt, das den historischen Gegebenheiten im 18. Jahrhundert nicht entspricht, und dass der Anteil der musikdramatischen Produktion wesentlich bedeutender gewesen ist, als der Großteil der germanistischen wie theaterwissenschaftlichen Forschung vermuten lässt.

### Sammlung Reinhart Meyer
Meyers Forschungsbibliothek wurde dem Don Juan Archiv Wien übergeben und ist dort seit 2014 öffentlich zugänglich. Die im Zuge seiner bibliographischen Arbeiten angelegte Sammlung ist in Umfang und Dichte weltweit einzigartig, sie enthält nahezu alle großen Bestände von Theaterzetteln und Periochen, das sind die Programmhefte des Ordenstheaters, sowie die Theaterjournale aus dem Untersuchungszeitraum. Am 28. April 2014 fand die feierliche Eröffnung der Sammlung statt.

## Publikationen (Auswahl)
- „Hamburgische Dramaturgie“ und „Emilia Galotti“. Studien zu einer Methodik des wissenschaftlichen Zitierens, entwickelt am Problem des Verhältnisses von Dramentheorie und Trauerspielpraxis bei Lessing. Wiesbaden und Frankfurt am Main: Humanitas Verlag 1973.
- Dada in Zürich und Berlin 1916–1920. Literatur zwischen Revolution und Reaktion. Kronberg: Scriptor 1973 (erarbeitet mit Studenten) (= Skripten Literaturwissenschaft 2).
- Das Volk steht auf. – Kriegsöffentlichkeit und Kriegserlebnis. Eine Ausstellung zum 1. Weltkrieg. 20.–30. Juni 1978, Universität Regensburg, Foyer der Zentralbibliothek. Ausstellungs-Katalog, hg. mit Hermann Altmann, Fritz Isenmann, Renate Isenmann, Hans-Peter Neureuter u. a. Regensburg 1978 (erarbeitet mit Studenten) (2. Auflage. Regensburg 1978).
- Die Hamburger Oper. Eine Sammlung von Texten der Hamburger Oper aus der Zeit 1678–1730. 3 Bände. München: Kraus Reprint, 1980.
- Bibliographia dramatica et dramaticorum. Kommentierte Bibliographie der im ehemaligen deutschen Reichsgebiet gedruckten und gespielten Dramen des 18. Jahrhunderts nebst deren Übersetzungen und Bearbeitungen und ihrer Rezeption bis in die Gegenwart. 1. Abteilung: Werkausgaben, Sammlungen, Reihen. Band 1–3. Tübingen: Niemeyer 1986; 2. Abteilung: Einzelausgaben. Tübingen: Niemeyer 1993–2009 (Bde. 1–29); Berlin, New York: De Gruyter 2010–2012 (Bde. 30–34).
- Schriften zur Theater- und Kulturgeschichte des 18. Jahrhunderts, hg. von Matthias J. Pernerstorfer. Wien: Hollitzer Wissenschaftsverlag 2012 (Summa Summarum 1). ISBN 978-3-99012-019-4, auch als E-Book erschienen.
- Alhambra – Texte des Regensburger Studententheaters